# Gavin DeGraw (álbum)
Gavin DeGraw é o segundo álbum de estúdio do cantor e compositor Gavin DeGraw. O álbum foi lançado no dia 6 de maio de 2008.

## Lista de Faixas
| N.º | Título                | Duração |  |
| 1.  | "In Love with a Girl" | 3:27    |  |
| 2.  | "Next to Me"          | 3:26    |  |
| 3.  | "Cheated on Me"       | 3:40    |  |
| 4.  | "I Have You to Thank" | 3:27    |  |
| 5.  | "Cop Stop"            | 3:24    |  |
| 6.  | "Young Love"          | 4:09    |  |
| 7.  | "Medicate the Kids"   | 3:20    |  |
| 8.  | "Relative"            | 4:13    |  |
| 9.  | "She Holds a Key"     | 3:51    |  |
| 10. | "Untamed"             | 4:00    |  |
| 11. | "Let It Go"           | 3:50    |  |
| 12. | "We Belong Together"  | 5:28    |  |

## Paradas musicais
| Parada musical (2008)               | Posição |
| ----------------------------------- | ------- |
| Canadá - (Canadian Hot 100) -       | 21      |
| Dinamarca - (Denmark Albums Top 40) | 3       |
| Estados Unidos - (Billboard 200)    | 7       |
| Estados Unidos - (Digital Álbuns)   | 7       |
| Finlândia - (Finland Albums Top 50) | 36      |
| Itália - (Italy Albums Charts)      | 44      |
| Noruega - (Norway Albums Top 40)    | 35      |
| Países Baixos - (Mega Charts)       | 8       |
| Suíça - (Swiss Music Charts)        | 13      |
| Suécia - (Swedish Albums Chart)     | 23      |